# Château de Raray
 (mars 2024).
Le château de Raray est une demeure située à Raray, dans le département de l'Oise en région Hauts-de-France. Édifié à la Renaissance et modifié au cours des deux siècles suivants, il comporte plusieurs éléments inscrits aux Monuments historiques et doit sa notoriété à ses haies cynégétiques. Le château de Raray fut le lieu de tournage en 1945 de certaines scènes de La Belle et la Bête, le film de Jean Cocteau.

## Historique
Les façades et les toitures sont classées monuments historiques par décret du 25 novembre 1924, ainsi que deux plafonds peints du XVIIe siècle du rez-de-chaussée et du premier étage par arrêté du 3 octobre 1983).
Du bâtiment Renaissance initial de 1522 ne subsistent que les façades du corps central, dont les fenêtres portent encore des traces de meneaux supprimés. Quant aux deux frontons des ailes latérales, vers l'est, ils datent des grands travaux d'embellissement exécutés pour le nouveau seigneur de Raray, Nicolas de Lancy, entre 1610 et 1620 : en segment de cercle, leurs tympans sont richement moulurées. Ils ont été remontés sur place entre 1766 et 1781 quand le nouveau seigneur, Antoine-Claude-Henry, marquis de Barres, puis son fils aîné Henry-François, ont fait de nouveau modifier profondément le château. Henry-François a fait démolir le vieux château qui subsistait encore à l'est, à l'endroit où se trouve aujourd'hui l'entrée à la cour d'honneur. 

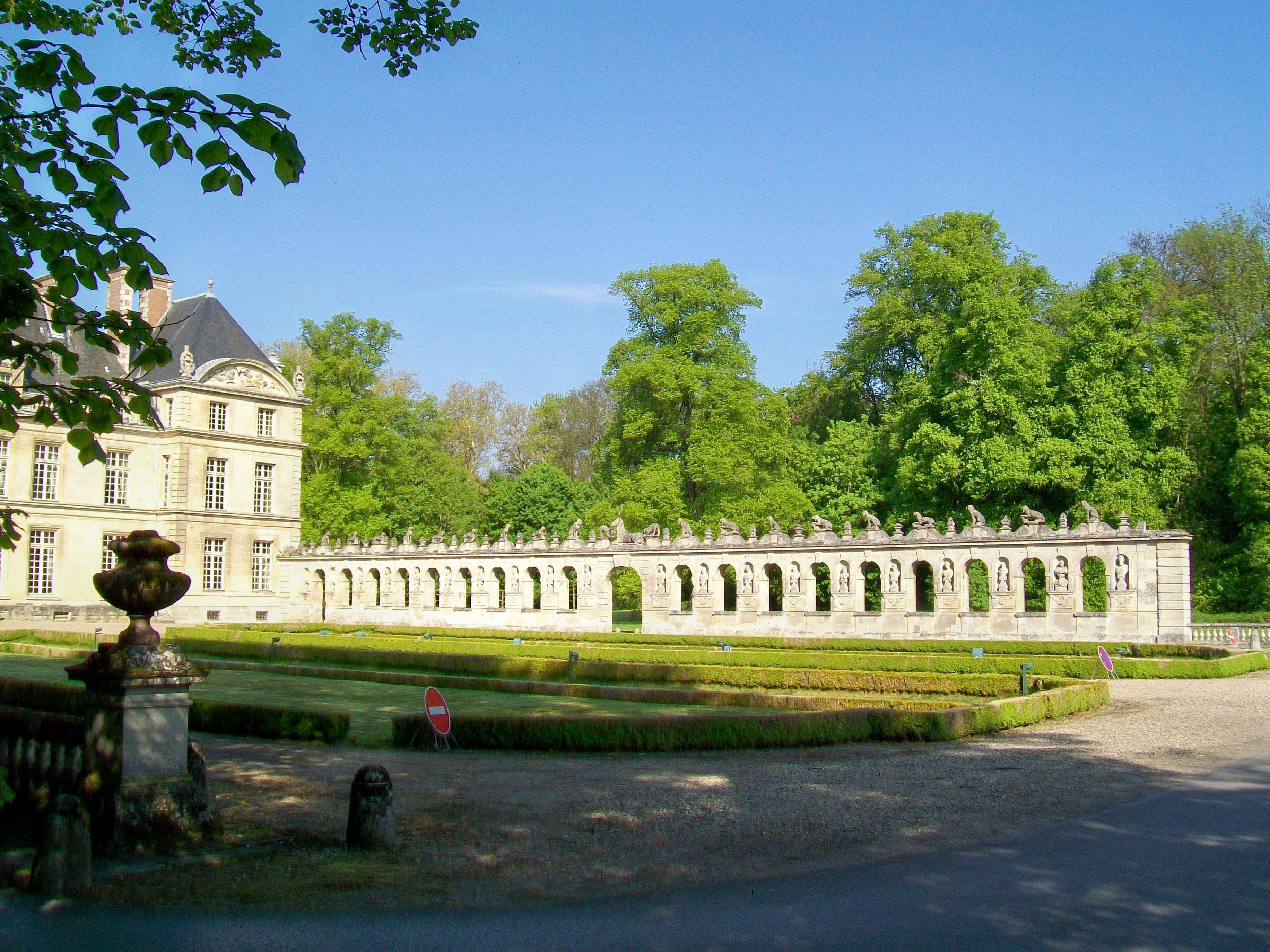
Vue du château et de la balustrade.

Avec les pierres récupérées, le « pavillon neuf » au sud fut construit en remplacement d'un bâtiment ancien, reliant jusque-là le château aux communs. Ce n'est donc que peu avant la Révolution que le château a reçu son visage actuel. Toutefois, à ce moment, l'entrée se situe encore sur la place de l'église, et la grande perspective en prolongement de la cour d'honneur n'existe pas. Une dernière grande campagne de travaux a lieu entre 1890 et 1914, sous Henri de La Bédoyère, descendant d'Henry de Barres, qui fait moderniser le château et démolir des vieilles maisons qui encombraient la perspective mentionnée. À ce jour, le domaine est toujours dans la même famille. 
Par ailleurs, Raray comportait un jardin anglais, inspiré du parc d'Ermenonville et aménagé entre 1811 et 1828 sous la direction du paysagiste écossais Thomas Blaikie. Toute trace en a disparu,. 
Le château de Raray fut le lieu de tournage en 1945 de certaines scènes du film La Belle et la Bête de Jean Cocteau. 
En 1988, un golf a été aménagé dans le parc.

## Haies cynégétiques
Donnant sur la cour d'honneur du château (classées monuments historiques par décret du 25 novembre 1924), deux longues balustrades monumentales au nord et au sud de la cour font la célébrité de Raray, et sont uniques en France. On les doit probablement au seigneur Nicolas de Lancy, et leur style indique clairement la fin de la Renaissance. Elles affichent le goût du seigneur pour la chasse, l'antiquité et l'Italie, s'inspirant de réalisations italiennes du XVIe siècle. Ce n'est pas un fruit du hasard, car Nicolas de Lancy avait épousé, en 1594, la fille d'un gentilhomme florentin. Elle garda d'étroites relations avec son pays, et le couple fit plusieurs fois le voyage de l'Italie. On suppose que des artistes italiens ont été engagés par Lancy, et les sculptures auraient même pu être importées d'Italie. 

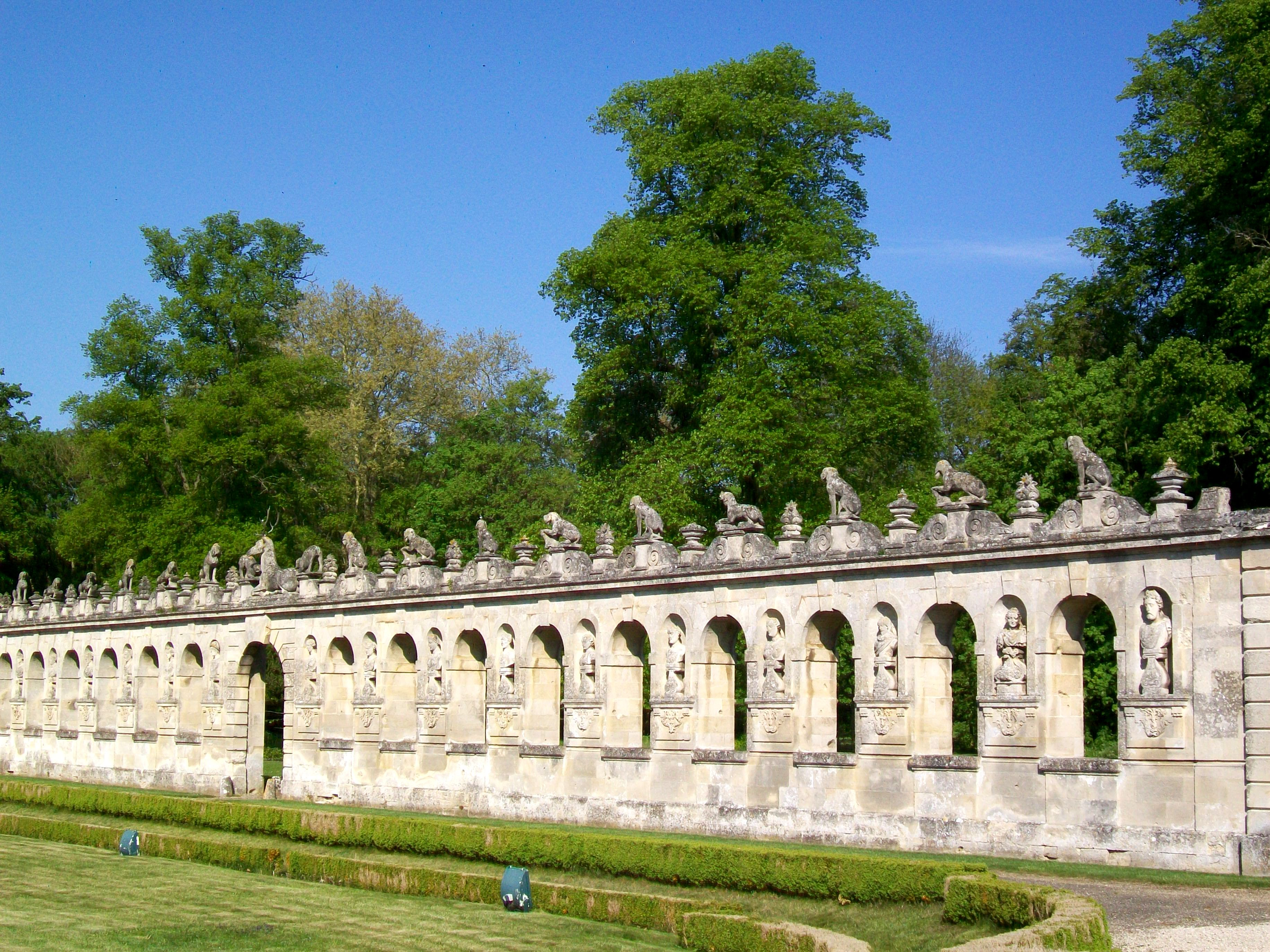
Haie cynégétique du château de Raray, monument historique
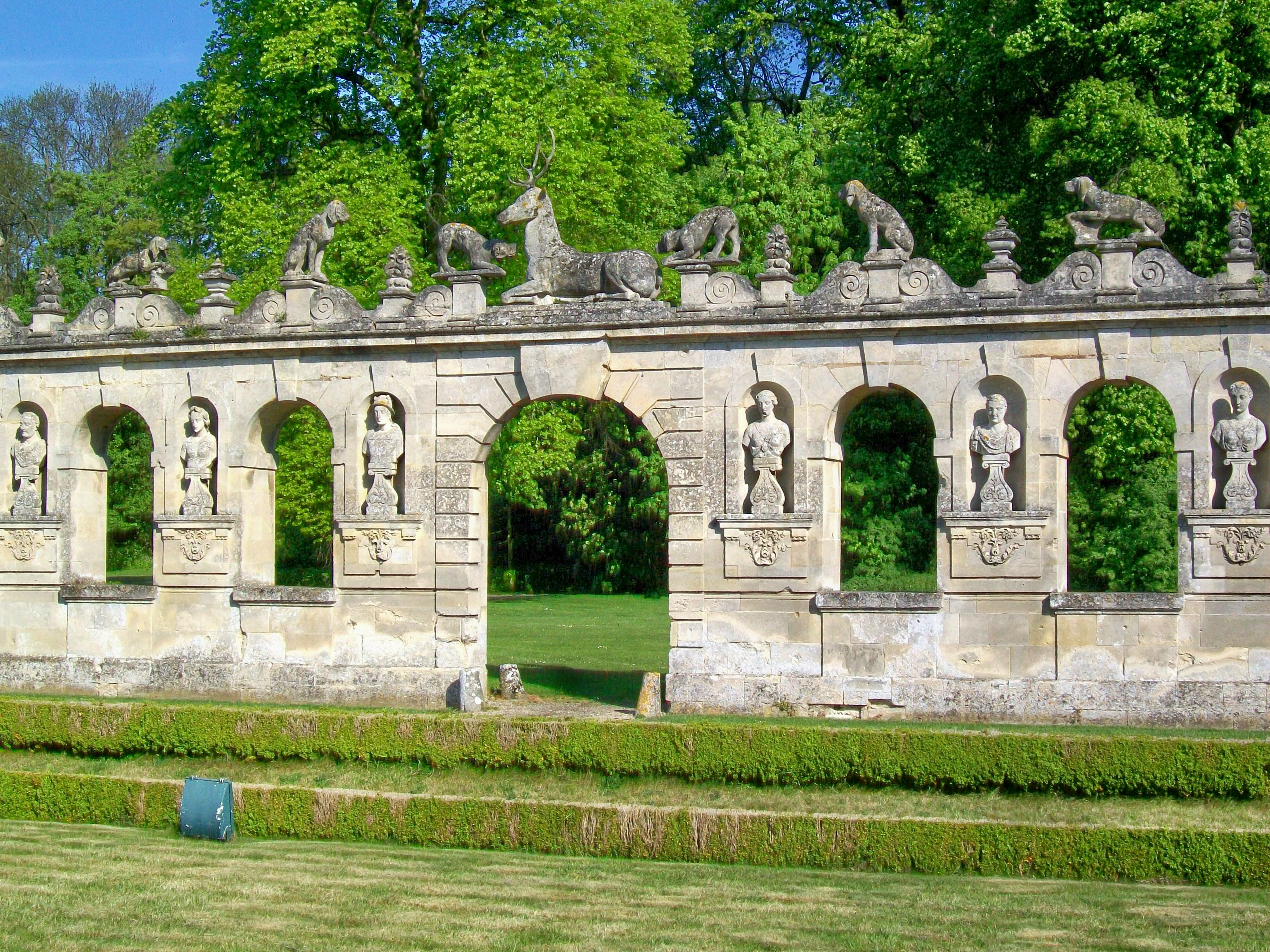
Portique central de la haie cynégétique nord, qui présente la chasse au cerf.
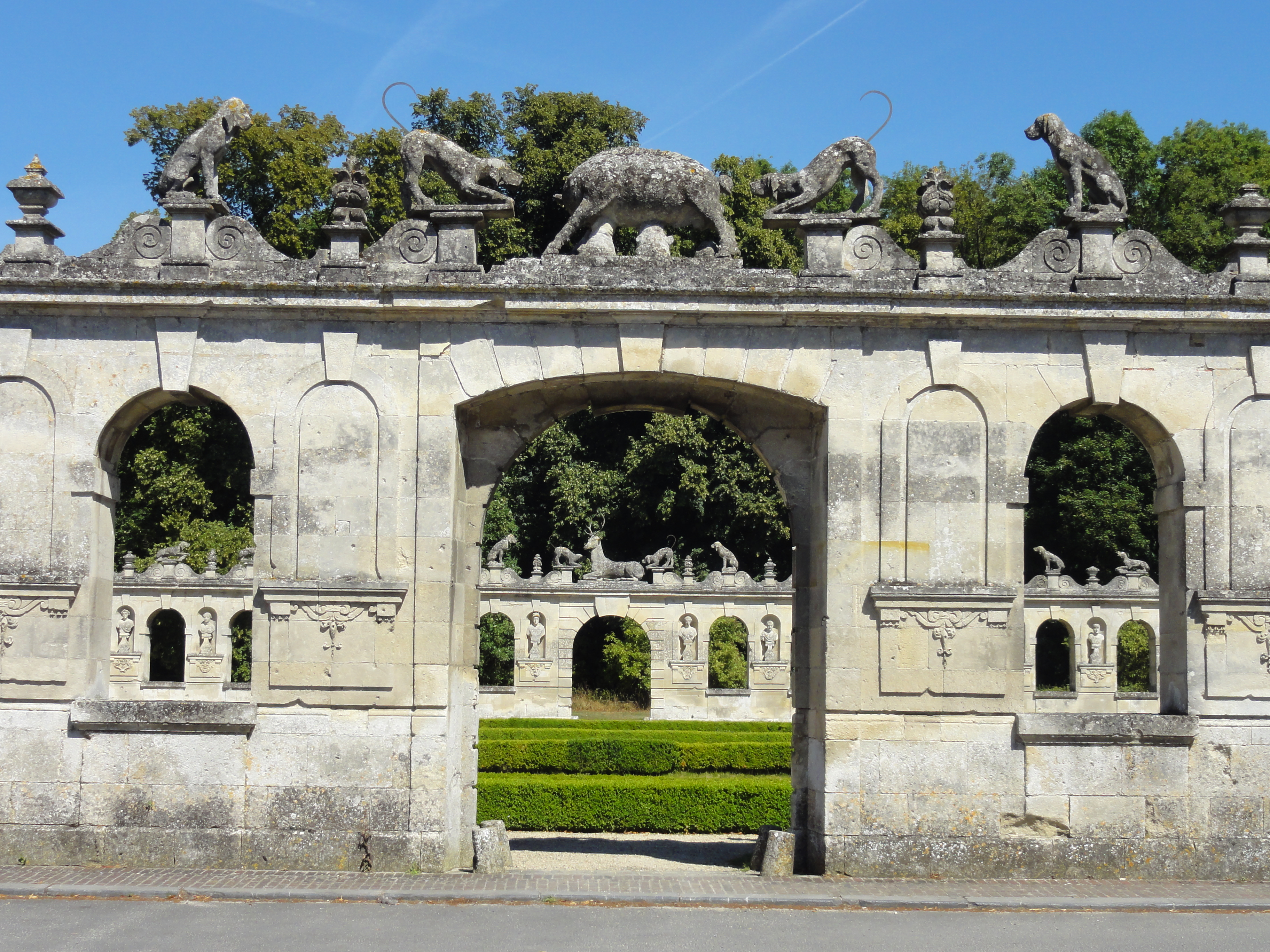
La haie cygénétique sud, vue vers le nord.
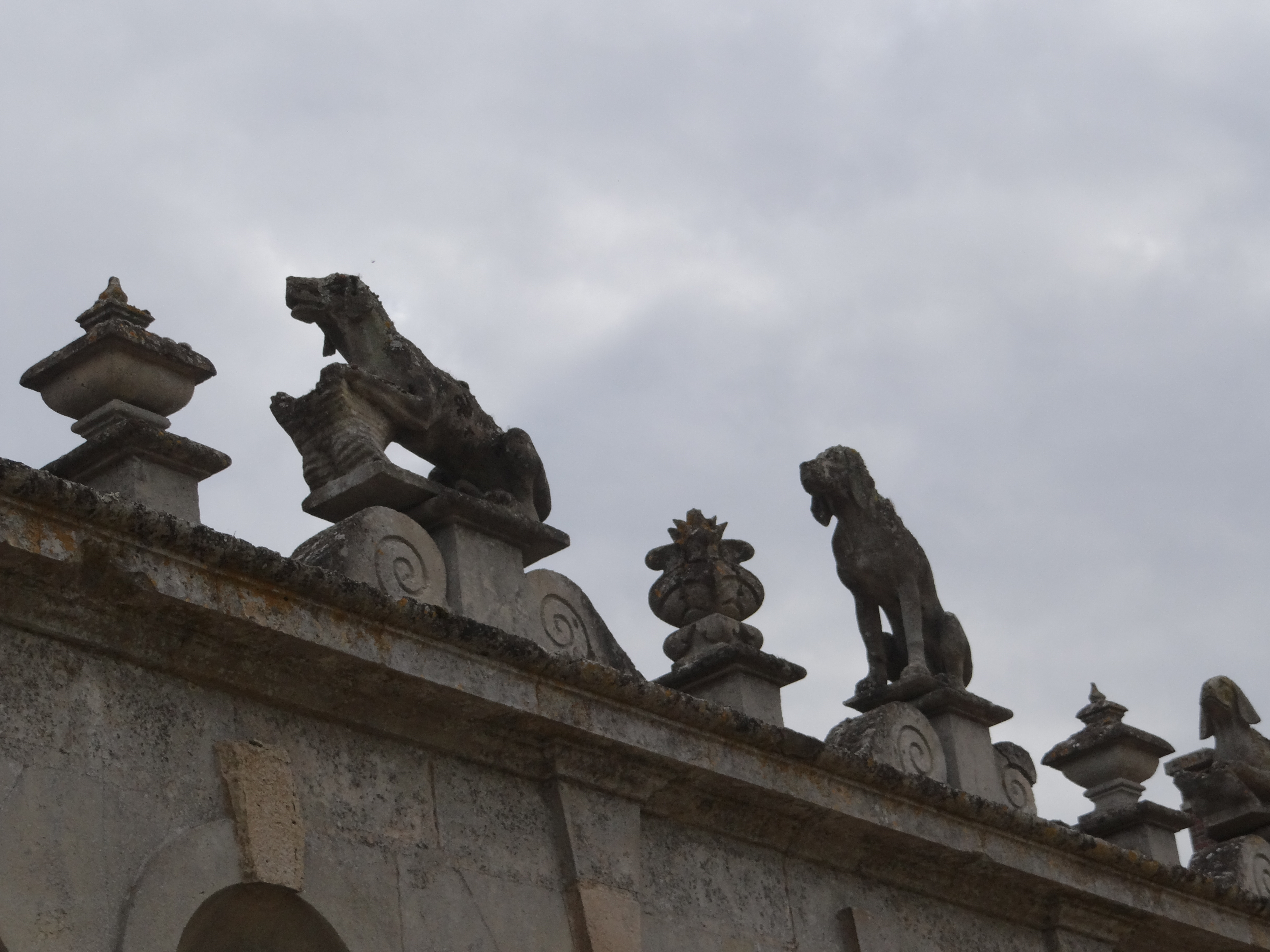
La colonnade des chiens.

Les haies cynégétiques reliaient initialement le château actuel au vieux château démoli en 1766, et étaient placées de façon diagonale, le vieux château étant moins large que l'actuel. C'est Henry de Barres qui fit terrasser et niveler la cour et l'avant-cour, et déplacer les balustrades, pour qu'elles soient parallèles l'une à l'autre. Cette opération délicate se déroula entre le 20 mai et le 26 octobre 1766, des préparatifs jusqu'aux dernières finitions.  
Dominées par des sculptures représentant des chiens de chasse, chaque balustrade comporte un portique central, surmonté d'un cerf pour le portique nord et d'un sanglier pour le portique sud : les scènes représentées par les animaux sculptés sur la corniche des balustrades sont donc la chasse au cerf et la chasse au sanglier. De part et d'autre du portique central, les balustrades sont percées de neuf ouvertures en plein cintre, surmontées de petits frontons par enroulement supportant chacun la sculpture d'un chien. Un chien sur deux est en position assise, les autres étant en différentes positions d’affût, voire d'attaque pour ceux du centre. Au total, chaque balustrade comporte vingt chiens, dont deux sur le portique au milieu. Le décor du niveau inférieur s'inscrit dans une logique différente, sans rapport avec le motif de la chasse. Chacune des dix-neuf ouvertures est en effet encadrée par des niches abritant des bustes féminins et masculins représentant des personnages antiques, montés sur des piédestaux. Deux des bustes montrent toutefois le seigneur de Raray et son épouse. Tandis que les têtes sont toutes différentes, les cartouches en dessous de chaque niche se ressemblent tous. L'on ignore selon quels critères les personnages des bustes ont été choisis.

## Mur d'enceinte
Le mur de clôture du domaine comporte quatre tourelles, la Porte rouge donnant sur la forêt et le mur pignon des anciennes écuries et son échauguette (inscrits monuments historiques par arrêté du 5 juin 1967, sauf pour la Porte rouge qui est classée par décret du 25 novembre 1924). 
Le parc est entouré par un mur d'enceinte datant de 1610-1620, dont l'élément le plus remarquable est la Porte rouge au nord, contemporaine des balustrades. Elle tient son nom de la couleur de ses deux vantaux et donne accès à la forêt. C'est par là que les chasseurs partaient pour traquer le gibier, et la fonction de cette porte triomphale est de célébrer la chasse. Le linteau est surmonté par une Diane assise entre deux lévriers, et supporté par des pilastres sous la forme de cariatides. Tout comme les haies cynégétiques, la porte a apparemment été déplacée ; une carte de 1723 l'indique à l'est du château.  
Alors que la Porte rouge n'est pas accessible à la visite car située sur le terrain de golf, deux des quatre tourelles d'angle du mur d'enceinte donnent sur la rue (RD 26 en provenance de Senlis). Elles n'ont pas de meurtrières, mais de simples orifices, et sont couvertes par des toits en pierre en dôme, ornés par une boule. Quant au pignon de l'ancienne écurie du château, il se situe rue Nicolas-de-Lancy, pratiquement face à l'église. Son échauguette en encorbellement a la particularité d'être d'un plan rectangulaire. Dans la cour de service contigüe à l'écurie, actuel parking du golf, se trouve un colombier rond ; il n'est cependant pas protégé au titre des monuments historiques.

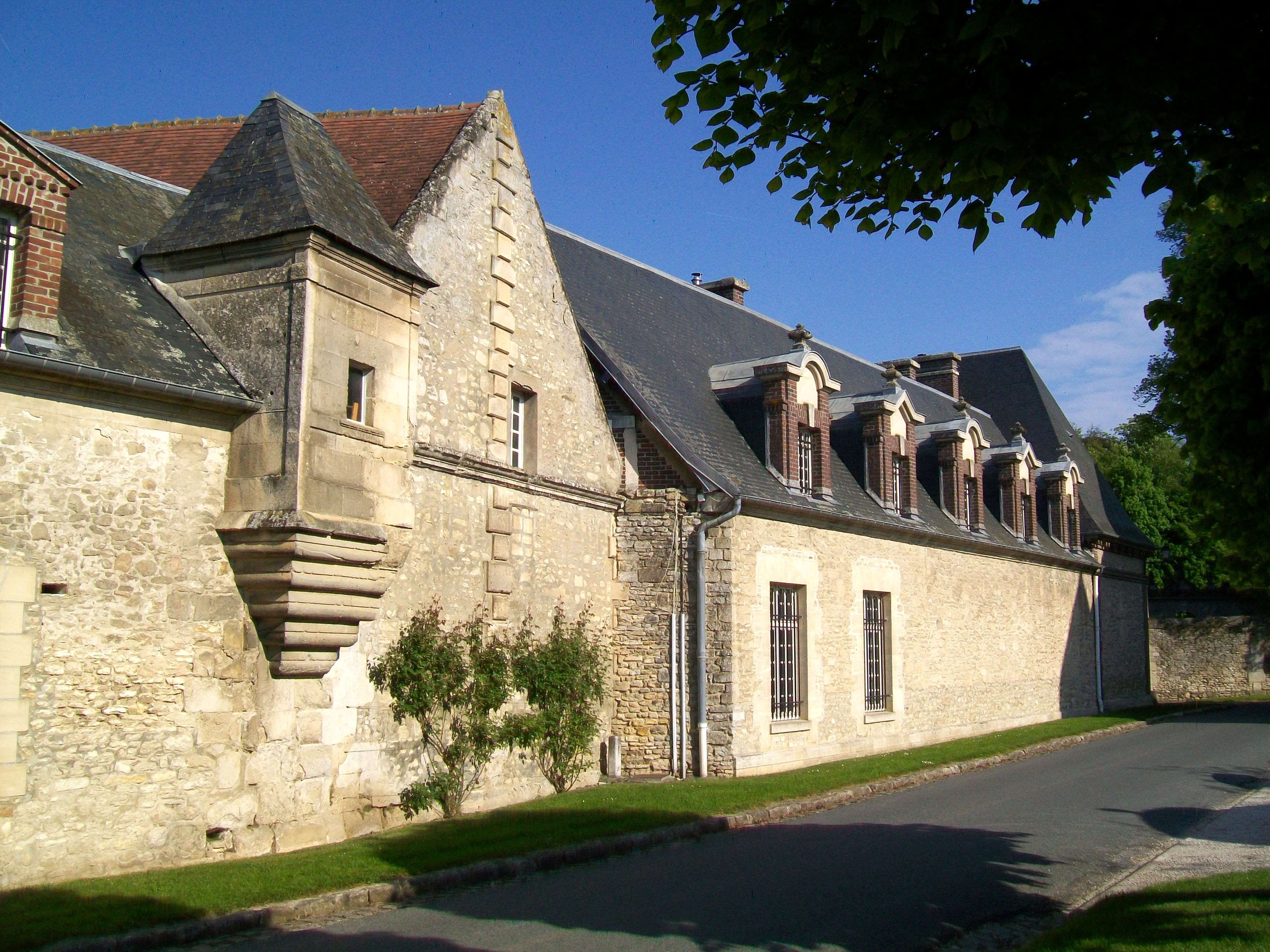
Le pignon est de l'ancienne écurie du château est également inscrit M.H. avec le mur de clôture.
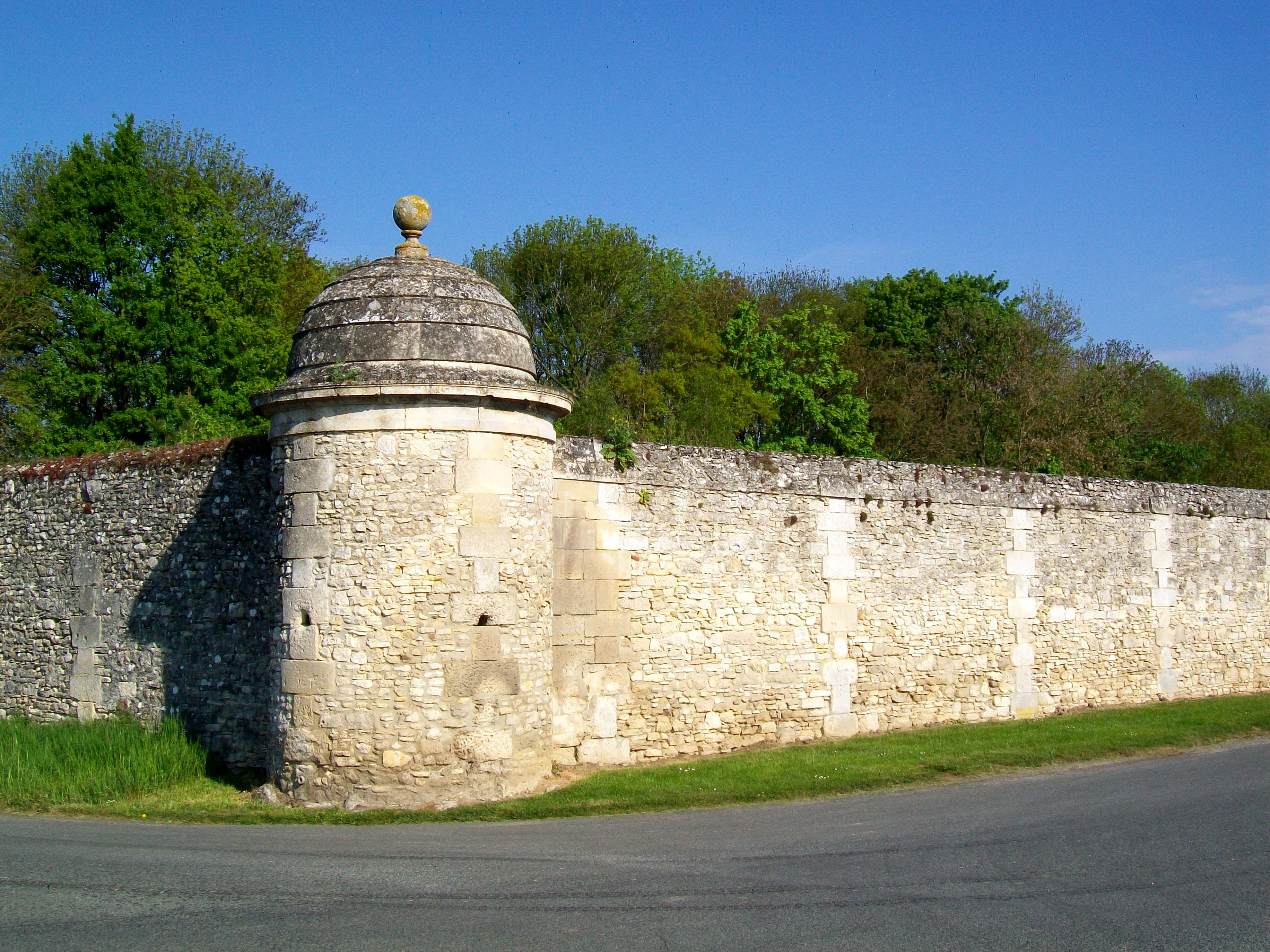
L'une des quatre tourelles, à l'extrémité sud-est du parc du château, avec le mur d'enceinte.

## Dépendances
La ferme du château, avec manoir du XVIe siècle et colombier, se trouve sur la place à l'est du village (inscrite monument historique par arrêté du 22 août 1949, à ne pas confondre avec l'écurie). 
Le manoir Renaissance suit un plan en L avec des façades extérieures sur la rue Nicolas de Lancy au nord et la rue du Manoir à l'est, dont la dernière se distingue comme façade principale de par la qualité de sa construction. Elle est bâtie en pierre de taille blonde du pays, contrastant agréablement avec les deux échauguettes d'angle en encorbellement, qui sont en brique rouge. Elles conservent leurs meurtrières bien que celle de gauche ait été percée d'une fenêtre. 
Toujours sur la façade principale est, les quatre baies par niveau sont reparties de façon asymétrique, celles de l'étage étant toutefois alignées sur celles du rez-de-chaussée. Sur les deux niveaux, les deux grandes fenêtres au centre sont à meneaux. Elles sont surmontées, au niveau du toit, par deux lucarnes à fronton en segment de cercle ornés d'une boule. Le toit est couvert par des tuiles plates rouges. À gauche du manoir (c'est-à-dire au sud, le long de la rue du Manoir), se trouve le grand colombier d'un plan rond, à toit en poivrière couvert des mêmes tuiles que le manoir.

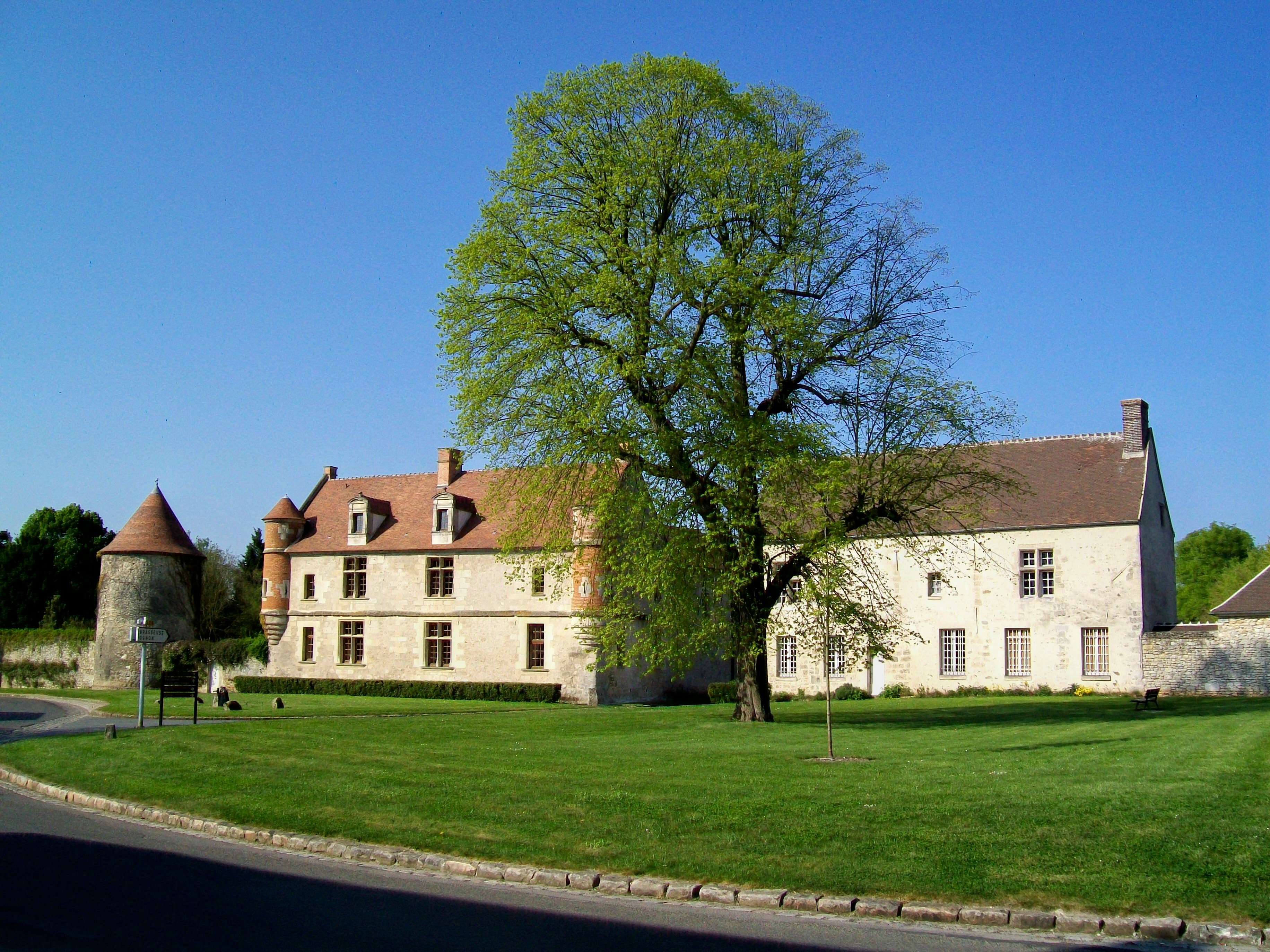
Vue d'ensemble des bâtiments de la ferme du château depuis l'est.
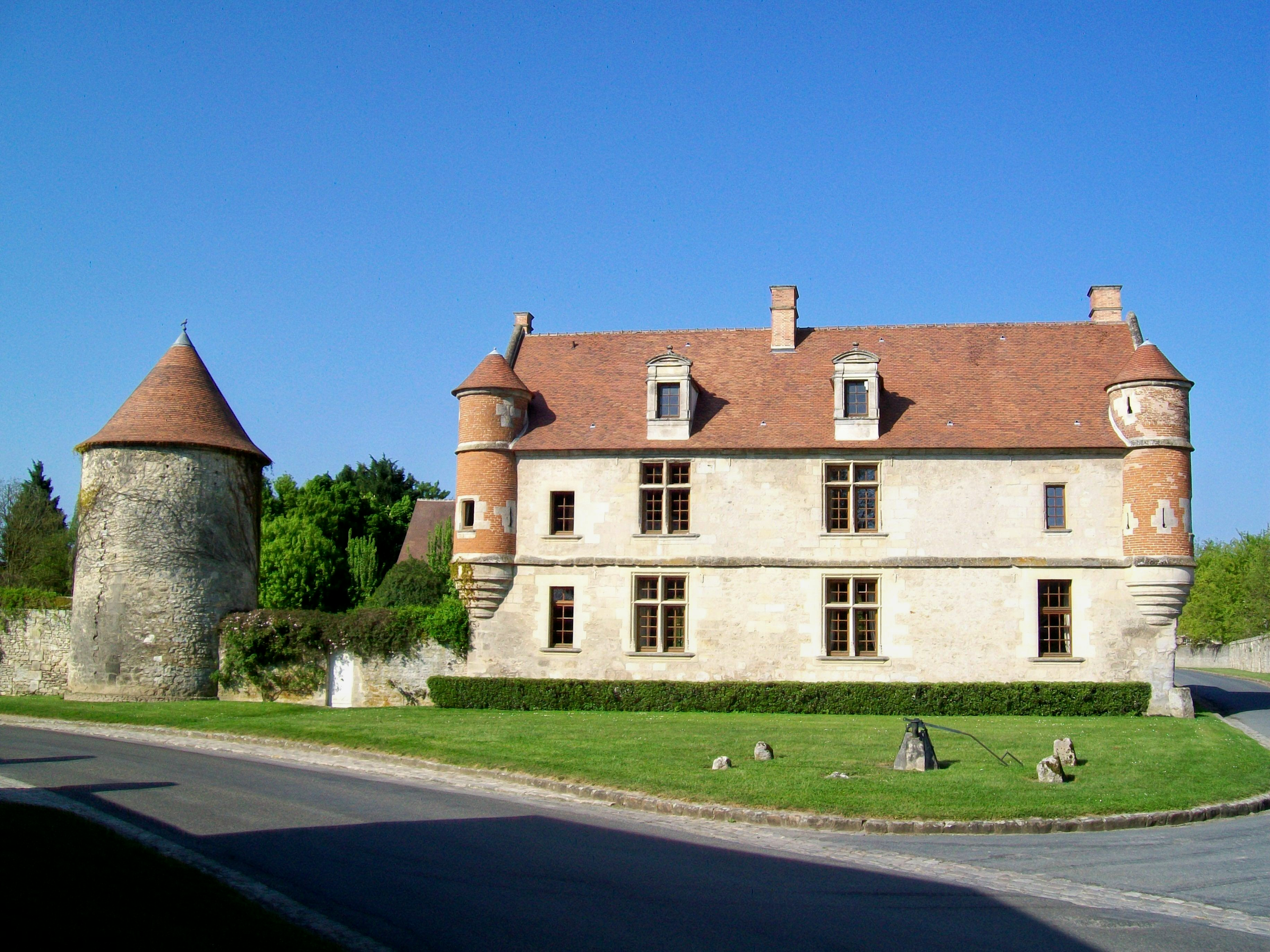
La façade est du manoir Renaissance de la ferme ; à g., le colombier.
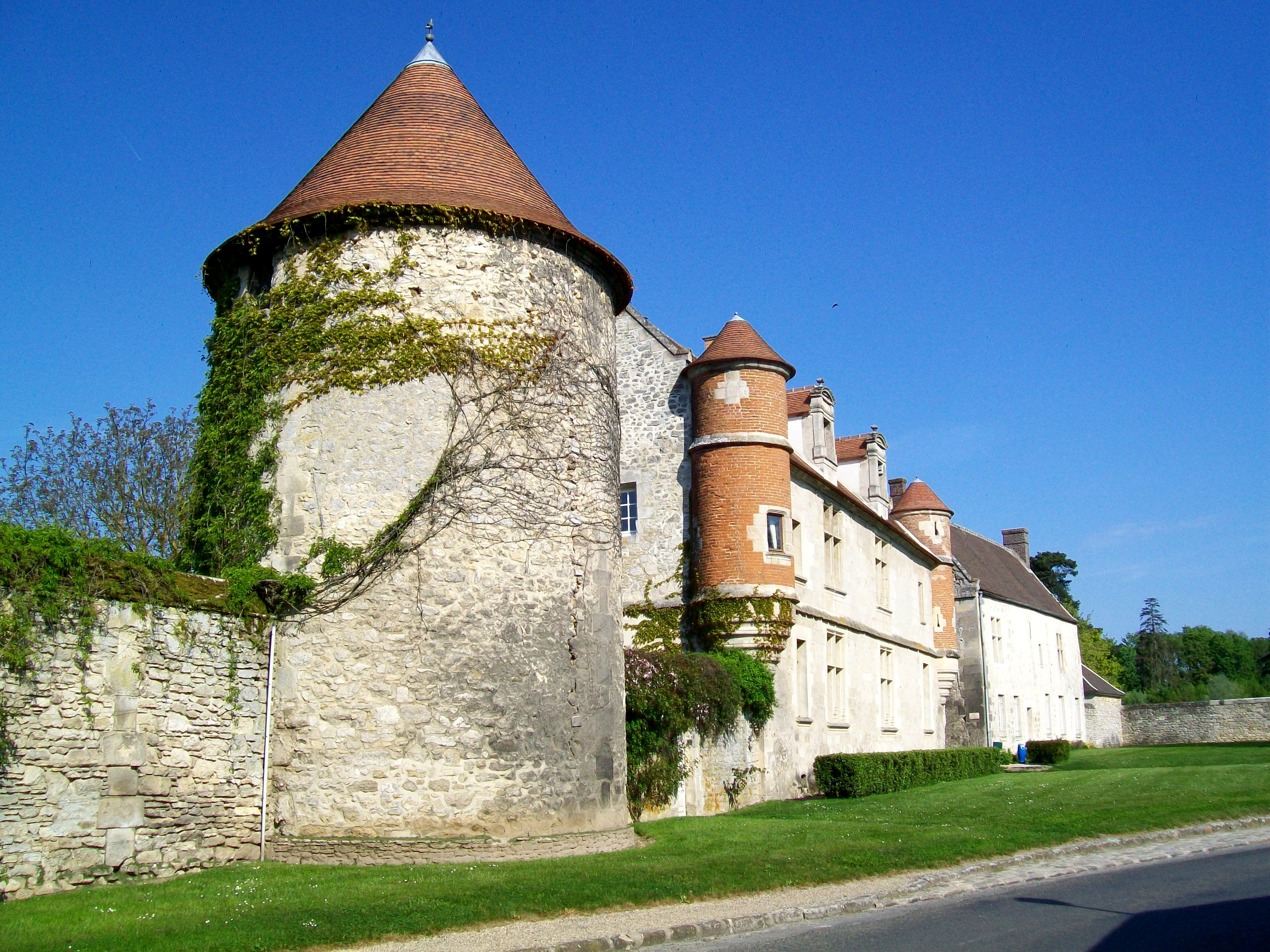
Le colombier inscrit M.H. de la ferme, sur la rue du Manoir.
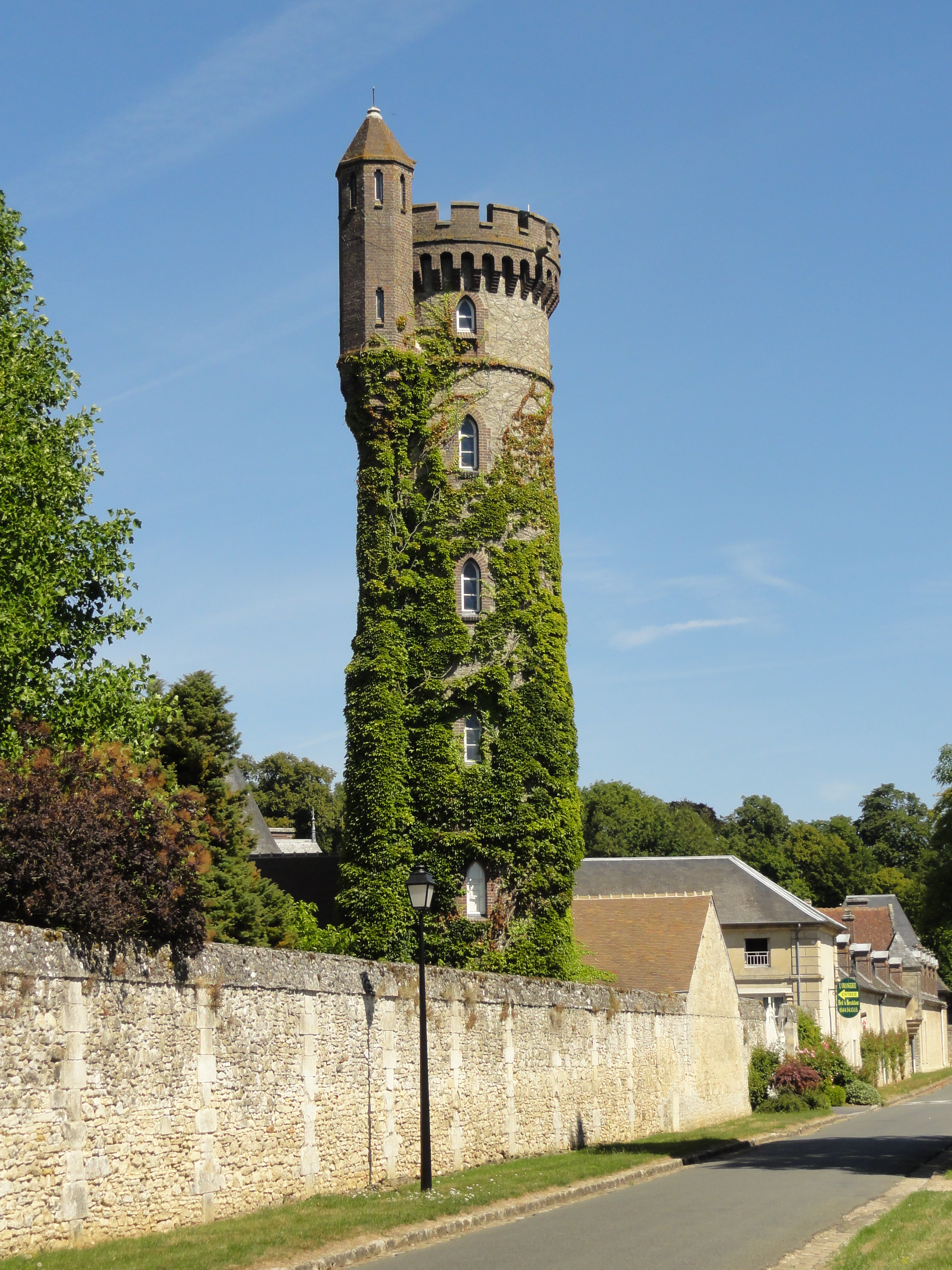
La tour belvédère du château.